# The Constant Gardener
The Constant Gardener, även kallad Den trägne odlaren, är en amerikansk dramafilm från 2005 i regi av Fernando Meirelles. Filmen är en filmatisering av John le Carrés roman Den trägne odlaren.

## Om filmen
- Rachel Weisz belönades med en Oscar för bästa kvinnliga biroll vid Oscarsgalan 2006. Filmen nominerades till ytterligare tre Oscars; för bästa manus efter förlaga, klippning och filmmusik.[2]
- Svenska ljudsättaren Joakim Sundström arbetade med filmens ljud.

## Medverkande (urval)
| Ralph Fiennes      | – Justin Quayle         |
| Rachel Weisz       | – Tessa Quayle          |
| Danny Huston       | – Sandy Woodrow         |
| Hubert Koundé      | – Arnold Bluhm          |
| Archie Panjabi     | – Ghita Pearson         |
| Bill Nighy         | – Sir Bernard Pellegrin |
| Gerard McSorley    | – Sir Kenneth Curtis    |
| Pete Postlethwaite | – Dr Lorbeer            |
| Donald Sumpter     | – Tim Donohue           |
| Donald Apiyo       | – Kioko                 |